# 五所川原市立栄小学校
五所川原市立栄小学校（ごしょがわらしりつ さかえしょうがっこう）は、青森県五所川原市大字姥萢にある公立小学校。

## 概要
- 本校は、旧栄村域の広範囲を学区としている。主な進学先は、五所川原第三中学校。

## 沿革
- 1874年（明治7年） - 私立研明小学が姥萢に創設。
- 1878年（明治11年）9月15日 - 北津軽郡栄村大字姥萢字稲実に、姥萢小学校として開校。
- 1881年（明治14年） - 校舎新築。
- 1900年（明治33年） - 現在地に校舎新築移転。
- 時期不明[いつ?] - 姥萢尋常小学校に改称。
- 1915年（大正4年） - 姥萢尋常小学校から栄尋常小学校に改称。広田尋常小学校を併合、栄尋常小学校の分教場となり、4学年以下の児童を収容。
- 1927年（昭和2年） - 創立50周年記念式典挙行。同年、校旗・校章の図案決定。
- 1931年（昭和6年） - 校舎増改築。
- 1941年（昭和16年）4月1日 - 国民学校令により、栄国民学校に改称。
- 1945年（昭和20年） - 広田分教場が廃校。高等科（2年制）設置。
- 1947年（昭和22年）4月1日 - 新学制施行により、栄村立栄小学校に改称。同日、栄中学校（現ː五所川原第三中学校）を併置し、高等科生を中学校に移籍。小学校全学年で2部授業実施。
- 1949年（昭和24年） - 第4学年以下の2部授業廃止。
- 1950年（昭和25年）3月25日 - 栄中学校校舎が竣工し、移転。同年、学校給食開始。
- 1951年（昭和26年） - 体操場移転し、2教室増築。
- 1952年（昭和27年） - 栄小学校教師父兄会発足。
- 1954年（昭和29年）
  - 日付不明 - 2教室と児童昇降口新築落成。
  - 10月1日 - 栄村が五所川原町に合併され、（旧）五所川原市発足により、五所川原市立栄小学校に改称。
- 1955年（昭和30年） - 老朽化校舎整理により、4教室・児童用便所・水飲場・渡り廊下・職員便所等増改築。
- 1958年（昭和33年） - 創立80周年記念式典挙行。校歌制定。学区民よりピアノ寄贈。
- 1960年（昭和35年） - 校舎裏田地を購入し、屋外運動場とする。
- 1964年（昭和39年） - 旧校舎解体し、新校舎完成移転。
- 1965年（昭和40年） - PTA奉仕により、中庭の造園完成。
- 1967年（昭和42年） - 旧屋体取り壊し、屋内体育館第一期工事完成。
- 1968年（昭和43年） - センター方式による学校給食開始。
- 1969年（昭和44年） - 屋内体育館増築落成。同年、創立90周年と屋体落成記念の両式典挙行。
- 1971年（昭和46年） - プレハブ校舎2教室を、校舎西側に建設し、特別教室となる。
- 1974年（昭和49年） - 校庭に自転車小屋完成。
- 1977年（昭和52年） - 創立百周年記念式典挙行。
- 1981年（昭和56年）9月 - 鉄筋コンクリート3階建の校舎建設（第一期工事）[1][2]。
- 1984年（昭和59年） - 第二期工事開始[2]。
- 1985年（昭和60年）8月 - 新体育館の工事着手[2]。
- 1986年（昭和61年）
  - 1月末 - 全ての工事完了[1][2]。
  - 2月25日 - 新体育館にて、落成記念式典挙行[2]。
- 2001年（平成13年）4月1日 - 三輪小学校開校により、本校の一部学区が三輪小学校の学区に編入。
- 2015年（平成27年）11月 - 校舎の大規模改修を実施。

## 学区
- 稲実字米崎、稲実字開野、稲実字稲葉の一部、広田字柳沼、広田字藤浦、姥萢、みどり町、中央5丁目、中央6丁目、湊。

## 周辺
- 青森県道157号松野木姥萢線
- ファミリーマート五所川原うばやち店[3]
- ほかは、住宅や小規模工場などが点在。

## アクセス
- 弘南バス「姥萢」バス停下車後、徒歩約385m･約6分。
- JR五能線五所川原駅・津軽鉄道津軽五所川原駅から、
  - 上述の弘南バスで「姥萢」バス停まで10分、下車後徒歩。
  - 車で約3.1km・約6分。

## 参考資料
- 『（栄小学校）百年史』（創立百周年記念事業協賛会・1977年7月31日発行）「栄小百年略年表」34頁～42頁（本校の歩み・昭和52年の記載分まで）
- 『五所川原市史 通史編2』「第二章市制施行後の五所川原 第七編現代の五所川原 第五節教育と文化 一(1)諸学校の変遷」・同史638頁「図26小学校変遷図」。
- 『青森県教育史 別巻』（青森県教育委員会・1973年12月20日発行）
  - 731頁～732頁「学校沿革 小学校 栄小学校」。
  - 887頁「学校沿革 中学校 (五所川原)第三中学校」。